# Bitva u Cušimy
Bitva u Cušimy (rusky Цусимское сражение, Cusimskoje sraženije; japonsky 対馬沖海戦, Cušima oki kaisen) bylo hlavní námořní střetnutí, které proběhlo ve dnech 27. – 28. května 1905 mezi Ruskem a Japonskem v Cušimském průlivu a rozhodlo rusko-japonskou válku. Jednalo se o první rozhodující námořní bitvu námořní historie, kterou vedly floty moderních ocelových bitevních lodí a první námořní bitvu, ve které hrála zásadním způsobem důležitou roli bezdrátová telegrafie (rádio). Byla charakterizována jako „umírající ozvěna staré éry – naposledy v historii námořních válek se řadové lodě poražené floty vzdaly na volném moři“.
Bojovalo se ve dnech 27. – 28. května 1905 (14. – 15. května v juliánském kalendáři, tehdy používaném v Rusku) v úžině Cušima mezi Koreou a jižním Japonskem. Japonské loďstvo admirála Heihačira Tógóa v něm rozdrtilo ruskou 2. tichomořskou eskadru pod vedením viceadmirála Rožestvenského, která urazila přes 18 000 námořních mil (33 000 km), aby se dostala na Dálný východ. V Londýně v roce 1906 sir George Sydenham Clarke napsal: „Bitva u Cušimy je zdaleka největší a nejdůležitější námořní událostí od Trafalgaru“; o desetiletí později s tímto úsudkem souhlasil historik Edmund Morris. Zničení floty způsobilo hořkou reakci ruské veřejnosti, což v září 1905 bez dalších bitev vedlo k mírové smlouvě.
Před rusko-japonskou válkou státy konstruovaly své bitevní lodě se smíšenými bateriemi složených převážně z děl ráže 152 mm, 203 mm, 254 mm a 305 mm s  úmyslem, aby tyto bitevní lodě bojovaly v bojové linii v rozhodující akci floty na krátkou vzdálenost. Bitva u Cušimy přesvědčivě prokázala, že rychlost bitevní lodi a hlavní výzbroj s větším dostřelem jsou v námořních bitvách výhodnější než smíšené baterie různých ráží.

## Pozadí
Vážné porážky na moři i na souši přiměly carskou vládu, aby se již záhy po vypuknutí války s Japonskem zabývala přepravou posil na Dálný východ. Dosavadní zkušenosti ukazovaly, že je nutné získat především nadvládu na moři, protože jen tak se dalo Japoncům bránit v přepravě posil do Mandžuska a na Liaotungský poloostrov, kde Rusové sváděli těžké obranné boje. 1. tichomořská eskadra v Port Arthuru byla po smrti admirála Makarova a ztrátě či poškození několika svých jednotek málo akceschopná – kdyby se však spojila s některou z dalších ruských flot (baltskou nebo černomořskou), mohla by znovu nabýt převahu. V to alespoň doufala ruská admiralita. Protože vyslání černomořské floty by předpokládalo žádat Osmanskou říši o průjezd Bosporem a Dardanelami, bylo v podstatě jasné, že na Dálný východ se musí plout z Baltu.
Velitelem baltské floty, později přejmenované na 2. tichomořskou eskadru, jmenoval car dosavadního kontradmirála Zinovije Petroviče Rožestvenského a toto rozhodnutí se ukázalo jako málo šťastné. Rožestvenskij byl sice člověk pilný a energický, ale scházely mu zkušenosti s velením tak velké eskadry a nebyl u posádek oblíben pro svou uzavřenou povahu. Ani s loděmi to nevypadalo příliš růžově. Jen čtyři bitevní lodě – Kňaz Suvorov, Imperator Alexandr III., Borodino a Orjol – byly skutečně nové, zbytek tvořily jednotky zčásti zastaralé nebo slabší než japonské. Posádky pak admiralita sestavila povětšinou ze záložníků, jimž chyběl potřebný výcvik.
Zásah na Dálném východě logicky předpokládal, že Rožestvenskij bude muset takříkajíc obeplout celý svět. To bylo v té době velkou logistickou výzvou. Bitevní lodě spotřebovaly den co den obrovské množství uhlí a Rusové neměli podél trasy plavby žádnou základnu, kde by se mohli zásobovat. Tehdejší světová námořní velmoc – Anglie – navíc zjevně stranila Japonsku.
Dne 15. října 1904 vyplul Rožestvenskij z Libavy a přes mnohá úskalí (ostřelování anglických rybářských člunů jeho loďstvem málem vyvolalo válku mezi Ruskem a Anglií) dorazil koncem roku na Madagaskar. Tam se v průběhu ledna dozvěděl, že Port Arthur kapituloval a 1. tichomořská flota byla z větší části potopena vlastními posádkami. Za těchto okolností nemělo smysl pokračovat v plavbě, protože cílem výpravy bylo spojit se s dálněvýchodní flotou a pak společně udeřit na Japonce. Admiralita i car si však postavili hlavu a trvali na tom, aby Rožestvenskij cestu dokončil a místo do Port Arthuru plul do Vladivostoku. Kromě toho se rozhodli jeho eskadru „posílit“ o několik zastaralých lodí pod velením kontradmirála Něbogatova. Rožestvenskij okamžitě překřtil tyto lodě na samotopky a vyvinul enormní úsilí, aby se s nimi nemusel setkat. Urychleně zamířil do Indického oceánu a využil zbytek času k tomu, aby svou různorodou eskadru alespoň trochu stmelil v bojeschopný celek. Mimo jiné cvičil své lodě v manévrování a několikrát přitom změnil trasu, což sice nemohlo splést novináře nebo japonské informátory, ale Něbogatovi to způsobilo nemalé problémy.
Po obeplutí Malajského poloostrova dosáhly jeho lodě v pořádku vietnamského pobřeží, kde se nakonec přece jen musely spojit s eskadrou admirála Něbogatova, sestávající z jedné bitevní lodě, tří obrněnců pobřežní obrany a starého křižníku.
Ruský admirál měl na výběr několik cest, jak se dostat do Vladivostoku, ale zřejmě od počátku počítal s tím, že zvolí tu nejkratší – Korejský průliv mezi ostrovem Cušima a Japonskem. Nelze se mu divit, vždyť devítiměsíční plavba jeho lodím zrovna nepomohla, o výcviku posádek a stavu výzbroje ani nemluvě. Bylo proto nejvhodnější zvolit co nejjednodušší trasu: na moment překvapení stejně nemohl spoléhat, neboť o plavbě jeho eskadry se obšírně rozepisoval tisk již řadu měsíců.

## Hodnocení obou loďstev

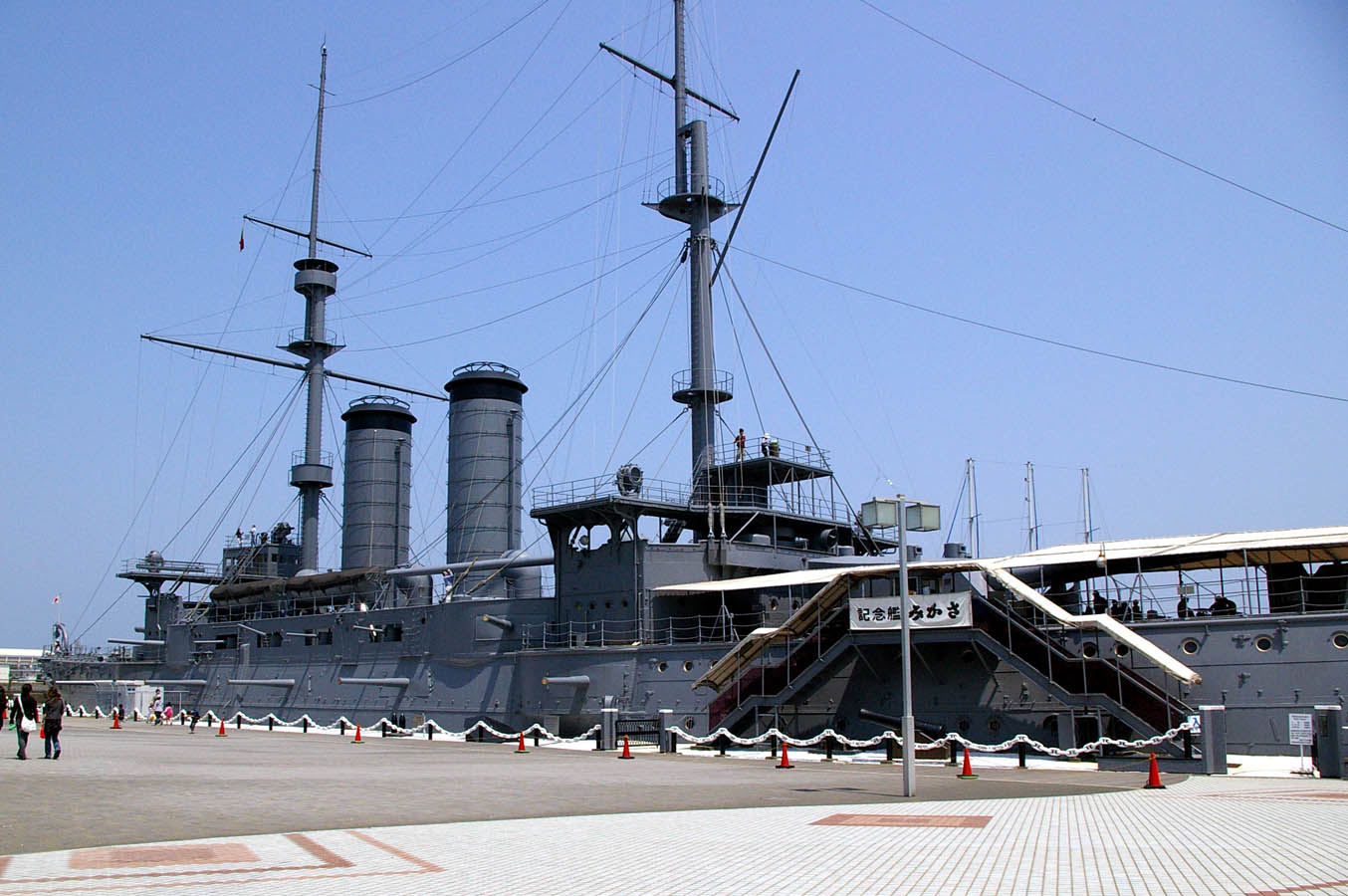
Vlajková loď admirála Tógóa Mikasa v Jokosuce (2005)

Tabulkově se zdálo, že ruské loďstvo má v těžkých jednotkách poměrně výraznou převahu. Rožestvenskij měl k dispozici osm bitevních lodí, tři obrněnce pobřežní obrany a jeden pancéřový křižník. Avšak jak už bylo uvedeno, pouze bitevní lodě třídy Borodino byly nové a ani to v ruských podmínkách nezaručovalo, že jsou skutečně kvalitní. Při plavbě kolem světa se na nejnovějších obrněncích objevila řada poruch, které nezkušené posádky odstraňovaly jen s obtížemi. U křižníků a torpédovek vyzníval poměr sil jednoznačně ve prospěch Japonců.
Japonci měli sice jen čtyři bitevní lodě a šest pancéřových křižníků, šlo ale o jednotky moderní, snadno ovladatelné a hlavně rychlé. Kromě toho se admirál Tógó mohl spolehnout na novou vysoce účinnou výbušnou směs – tzv. šimozu – kterou byly plněny granáty v muničních skladech jeho lodí. Patrně největší výhoda Japonců však spočívala v tom, že operovali v blízkosti svých břehů, měli za sebou sérii vítězství a byli vysoce motivováni. To se o Rusech říci nedalo.

## Denní bitva

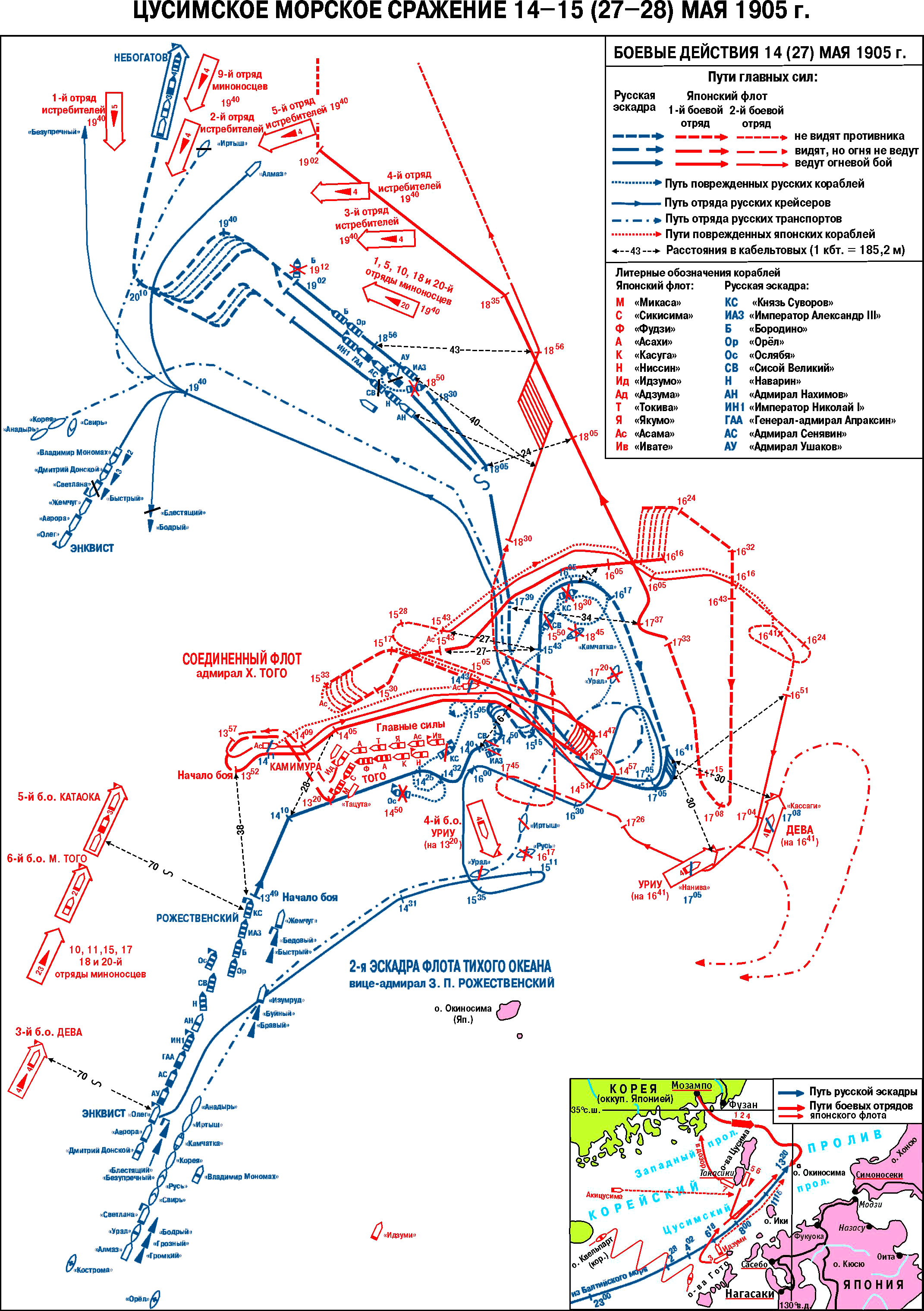
Denní akce, 27. května 1905

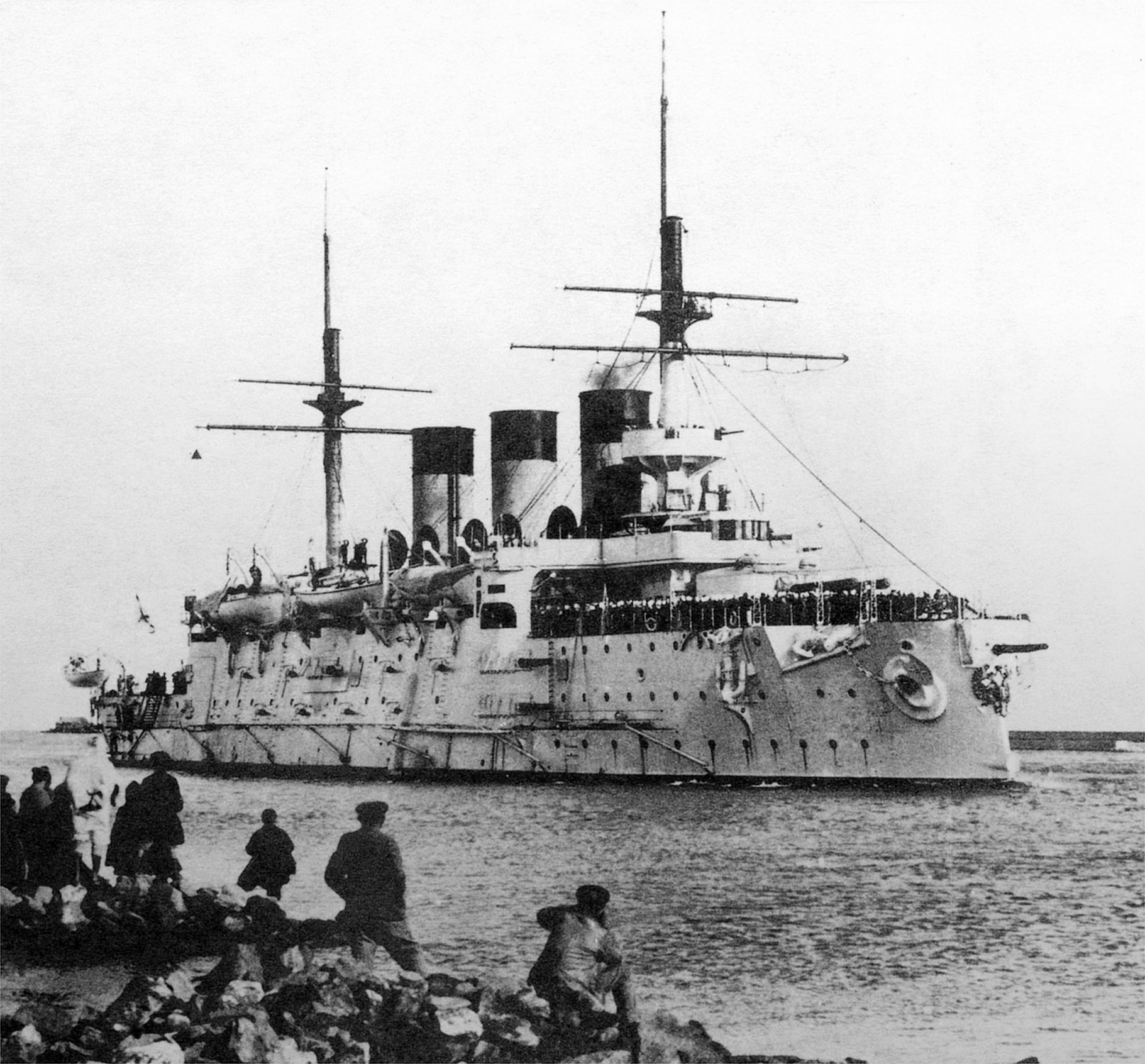
Ruská bitevní loď Osljabja, první potopená loď v bitvě

Ráno 27. května 1905 objevily carskou eskadru japonské průzkumné lodě, které prozíravý Tógó rozmístil na přístupových trasách ke Korejskému průlivu. Admirál Rožestvenskij se v této době pokusil své čtyři moderní obrněnce rozvinout, manévr však selhal na špatné komunikaci mezi veliteli. Ruský tvar se tak ještě před bitvou rozpadl do dvou paralelních kolon.
Krátce před druhou hodinou přeťal Tógó ve východozápadním směru trasu Rožestvenského eskadry a zahájil obrat o stoosmdesát stupňů. Šlo o ukázkový manévr – tzv. položení příčky na T – nebylo to však bez rizik, protože Rusové mohli čelním lodím způsobit mnoho nepříjemností. Bitva se nicméně rozpoutala až o něco později, ve chvíli, kdy už Tógóvi nehrozilo větší nebezpečí. Od počátku bylo přitom zjevné, že hodiny výcviku a příprav na japonské straně přinášejí své plody. Na ruské obrněnce dopadala rána za ranou a již za půl hodiny byla bitevní loď Osljabja tak poškozena, že musela vybočit z tvaru a brzy nato se i potopila. Také vlajková loď Kňaz Suvorov s admirálem Rožestvenským na palubě se změnila v ohnivou pochodeň, potácející se dva dílce doprava, dva dílce doleva. Poté, co bylo poškozeno kormidlo, vybočil i Kňaz Suvorov z řady a vést flotu již nemohl.
Během denní bitvy se Japonci zaměřovali hlavně na likvidaci čelních ruských lodí, protože to mohlo vyvolat zmatek v protivníkově tvaru. Postupně rozstříleli bitevní lodě Imperator Alexandr III. a Borodino, které se k večeru potopily s celými posádkami (přežil jen jeden námořník z Borodina). Ani vlajková loď Kňaz Suvorov svému osudu neunikla, třebaže se Rusům podařilo zachránit alespoň zraněného admirála s jeho štábem. Pokud šlo o křižníky a torpédovky, tam ruské ztráty nebyly ještě nijak výrazné – potopil se jen pomocný křižník Ural, jehož bojová hodnota byla tak jako tak problematická. Japonci neztratili žádnou ze svých jednotek, vlajková loď Mikasa však utrpěla řadu poškození.

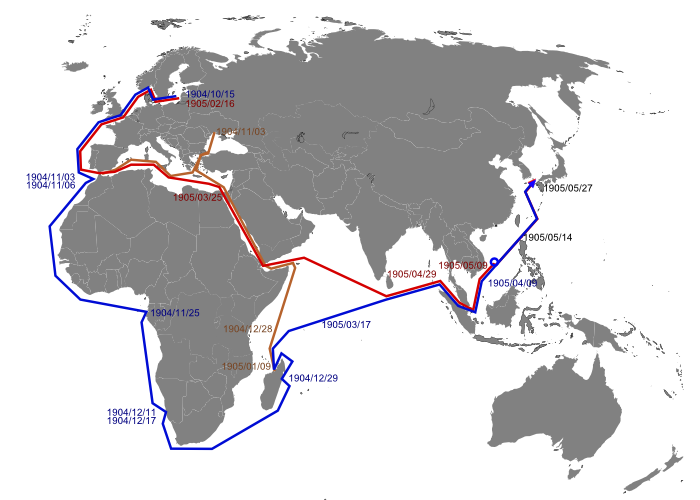
Dlouhá cesta ruské baltské floty
Úžiny mezi Korejí a Japonskem.
Mapa s plavbami obou loďstev

## Noční střetnutí a kapitulace

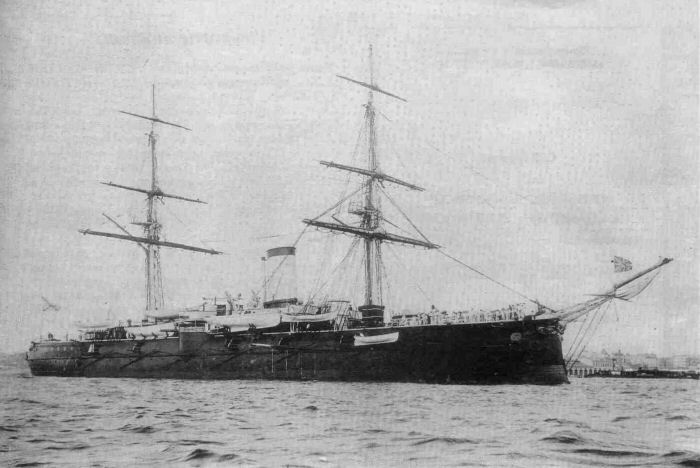
Ruský pancéřový křižník Admiral Nachimov potopený v bitvě u Cušimy

V noci vyslal Tógó proti zbytku eskadry, vedené nyní Něbogatovem, několik divizí torpédovek. Jejich útoky dosáhly značné intenzity a byly korunovány potopením obrněnce Navarin a poškozením lodí Sisoj Velikij, Vladimir Monomach a Admiral Nachimov. Ty se nazítří potopily v blízkosti ostrova Cušimy. Během nočních manévrů se od jádra Něbogatovova loďstva oddělila většina křižníků, z nichž tři pod vedením admirála Enkvista se daly později internovat v Manile (byla mezi nimi pověstná Aurora). Ráno měl ruský admirál k dispozici jen dvě bitevní lodě, dva obrněnce pobřežní obrany a jeden křižník. Bitevní loď Orjol se přitom sotva držela na hladině.
Něbogatov neviděl jiné východisko než se vzdát. Jeho lodě nebyly schopné protivníka výrazně ohrozit, a jakkoli to odporovalo námořním tradicím, boj by znamenal zbytečnou ztrátu dalších dvou tisíc lidí. S ruským admirálem kapitulovaly lodě Orjol, Imperator Nikolaj I , Admiral Seňavin a General-admiral Apraxin.

## Dozvuky

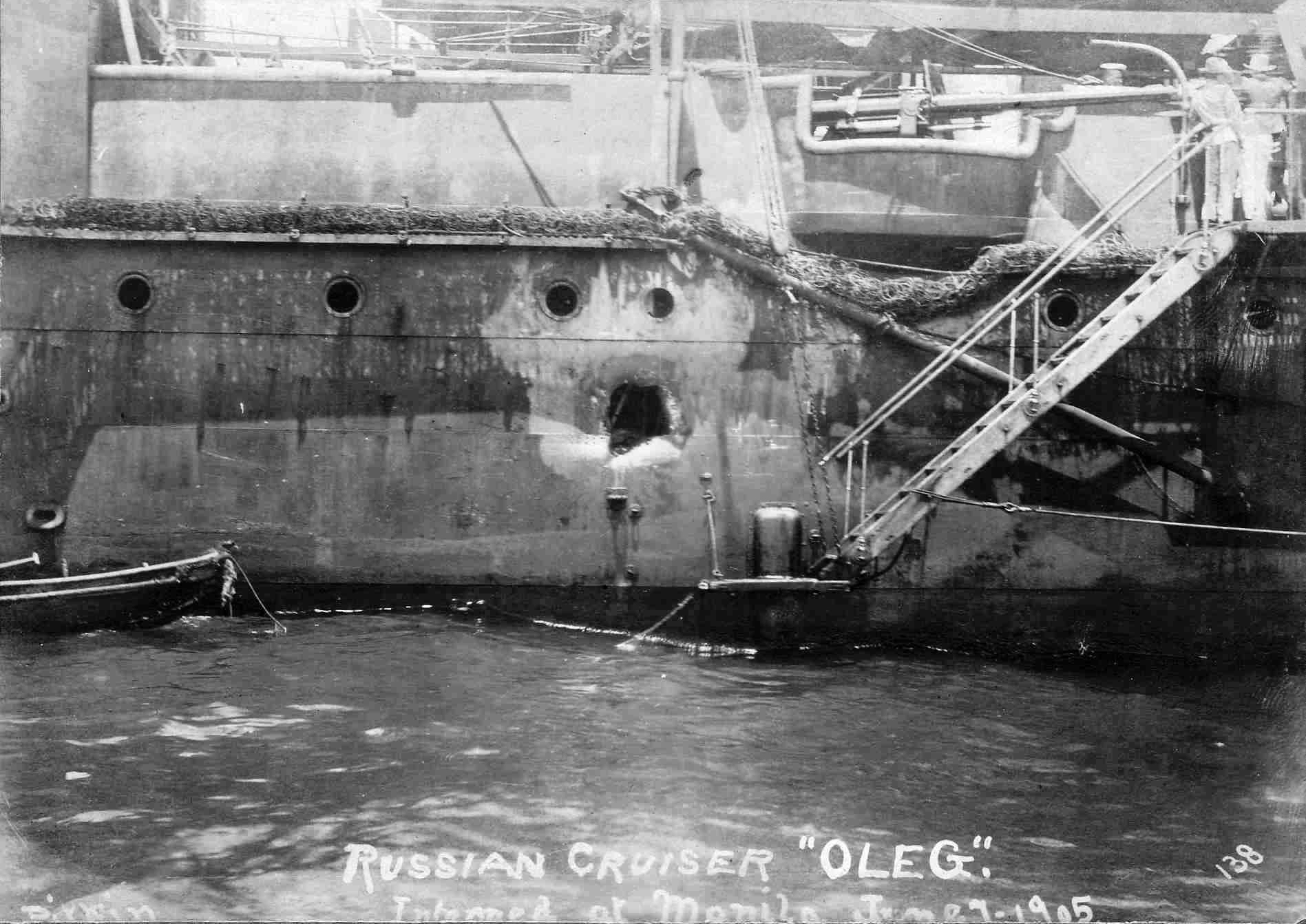
V boji poškozený křižník Oleg v Manilském zálivu

Ne všichni však uvažovali jako Něbogatov. Řada ruských velitelů, jejichž lodě ztratily z různých důvodů spojení s jádrem loďstva, se během 28. května snažila dál prorazit do Vladivostoku a při setkání s Japonci se zuřivě (a marně) bránila. Na výsledku bitvy to přesto nemohlo nic změnit. Do zajetí v této době upadl i admirál Rožestvenskij, který po opuštění Suvorova přebýval postupně na lodích Bujnyj a Bědovyj. Do Vladivostoku z celé eskadry dorazil jen křižník Almaz a dvě torpédovky.
Jen málo bitev v dějinách skončilo tak totální porážkou jednoho z protivníků, jako se to stalo Rusům v bitvě u Cušimy. Ani porážka „neporazitelné“ Armady Filipa II. u Anglie nebo bitva u Trafalgaru neměly tak jednostranný průběh. Příčin je pochopitelně celá řada a je těžké rozhodnout, která je hlavní. Na straně Rusů bylo příliš mnoho minusů, od stavu lodí a posádky přes špatně promyšlenou strategii až po takové detaily, jako byly nevybuchující granáty bitevních lodí.
Po Cušimě již carovi nezbývalo nic jiného než prostřednictvím amerického prezidenta uzavřít s Japonci mír. Doma mu hořela půda pod nohama, protože neúspěchy jakékoli vlády vždy probouzí politické protivníky, kteří se snaží ze situace něco vytěžit. A tak se car a jeho ministři se vší vervou pustili do zápasu s první ruskou revolucí, jež zachvátila celou zemi.
Vyhraná bitva stvořila pro Japonsko legendu, která neopustila japonské vůdce následujících 40 let. Japonské vítězství nad Ruskem přesvědčilo většinu japonských vojenských představitelů, že s větším množstvím kvalitnějších lodí dosáhnou podobných vítězství po celém Tichém oceánu. U Cušimy se zrodilo přesvědčení, že Japonsko by mohlo porazit v blízké budoucnosti i Velkou Británii nebo USA.